# カルロス・グロスミュラー
カルロス・ハビエル・グロスミュラー（Carlos Javier Grossmüller, 1983年5月4日 - ）は、ウルグアイ・モンテビデオ出身の元同国代表サッカー選手、サッカー指導者。現役時代のポジションはミッドフィールダー。ドイツ系ウルグアイ人。

## 経歴
2007年にドイツに渡り、シャルケ04に加入。ブンデスリーガでの初ゴールは、ヴェルダー・ブレーメン戦で放ったフリーキックだった。このゴールは月間ベストゴールに選ばれた。
古巣ダヌービオFCへのレンタル移籍を経て、2010年にイタリアのUSレッチェへ移籍。2シーズン在籍し、2012年夏に母国の名門CAペニャロールへ移籍した。
2015年7月23日、ウニベルシタリオ・デポルテスから完全移籍の形でダヌービオに再び復帰することが発表された。
2017年7月29日、ダヌービオからノルウェーのサンデフィヨルド・フォトバルへ期限付き移籍することが発表された。

## 代表歴
ウルグアイ代表として、2003年にメキシコ代表戦でデビューした。

## 所属クラブ
- ダヌービオFC 2002-2007

→  CAフェニックス 2004 (loan)
- シャルケ04 2007-2010

→ ダヌービオFC 2009-2010 (loan)
- USレッチェ 2010-2012
- CAペニャロール 2012-2013
- CAセロ 2013-2014
- ウニベルシタリオ・デポルテス 2015
- ダヌービオFC 2015-2020

→ サンデフィヨルド・フォトバル 2017 (loan)

## タイトル
ダヌービオ
- カンペオナート・ウルグアージョ : 2006-07

ペニャロール
- カンペオナート・ウルグアージョ : 2012-13